# Banteng
De banteng (Bos javanicus) is een wild rund uit de bossen van Zuidoost-Azië. Het Balirund is een gedomesticeerde vorm van deze soort. Verwilderde Balirunderen leven in het Noordelijk Territorium in Australië. Alhoewel voorheen werd gedacht dat bantengs nauw verwant zijn aan de gaur, wordt er tegenwoordig gedacht dat ze nauwer verwant zijn aan het huisrund. Ze kunnen makkelijk kruisen met huisrunderen, en krijgen vruchtbare nakomelingen.

## Kenmerken
De banteng wordt 180 tot 225 centimeter lang en 160 centimeter hoog. De staart wordt 65 tot 70 centimeter lang. Bantengs worden 400 tot 900 kilogram zwaar. De eilandvormen zijn lichter van kleur. De banteng kent seksueel dimorfisme: volwassen stieren zijn veel donkerder van kleur dan de vrouwtjes. Een volwassen stier heeft een kastanjebruine (vastelandvorm) tot bruinzwarte (eilandvormen) vacht, terwijl jonge stieren en koeien een roodbruine vacht hebben. Alle bantengs hebben witte poten, een witte snuit, witte plekken op de romp en witte vlekken boven de ogen. De stier heeft een bult op de rug, een halskwab en een kale plek tussen de hoorns. De hoorns van de stier kunnen tot 75 centimeter lang worden. Deze hoorns zijn zijwaarts omhoog gebogen. Koeien hebben kleinere, naar achter lopende hoorns.
Bantengs leven in kuddes van twee tot veertig dieren, bestaande uit één volwassen stier en één of meerdere koeien met hun kalveren. Vrijgezelle stieren leven solitair of in zogenaamde vrijgezellenkuddes.

## Voortplanting
De kalveren worden geboren na een draagtijd van 285 tot 300 dagen.

## Leefwijze
De banteng is voornamelijk een nachtdier, dat overdag in dichte begroeiing verblijft om daar te herkauwen en er 's nachts op uit trekt om gras, bladeren en scheuten te eten.

## Bedreiging
De banteng wordt met uitsterven bedreigd door de trofeejacht, bastaardering met huisrunderen en vernietiging van de habitat.

## Verspreiding
De banteng komt enkel voor in geïsoleerde populaties in Myanmar, Thailand, Indochina, en op Borneo, Java en Bali. Hij komt het liefst voor in licht beboste gebieden, bamboebossen en open bladverliezende wouden, maar door de toename van het aantal mensen en het oprukken van de landbouw zijn bantengs ook dichtere wouden, met hier en daar een open plek, gaan betrekken. In de regentijd trekken ze van het laagland naar de heuvels, waar ze blijven tot het begin van het droge seizoen. Op meerdere plaatsen is de soort gedomesticeerd, voornamelijk op Bali, waar het Balirund vandaan komt.